# Vlaams Nationaal Zangfeest
Het Vlaams Nationaal Zangfeest is een zangfeest dat jaarlijks in het voorjaar plaatsvindt in het Antwerps Sportpaleis of (sinds 2009) in de Lotto Arena en dat georganiseerd wordt door het Algemeen Nederlands Zangverbond ter promotie van de Nederlandstalige muziek.
Het eerste 'Vlaamsch Nationaal Zangfeest' werd georganiseerd door Willem de Meyer (secretaris) en Karel Peeters (voorzitter) en vond plaats op 9 juli 1933 in de Antwerpse Handelsbeurs. Er werd een uitgebreid 'Eere-Comiteit' opgericht met dr. August Borms als voorzitter. De samenzang, begeleid met fanfares, werd gedirigeerd door Jef Van Hoof. Het festival trekt jaarlijks politici van vooral Vlaamsgezinde politieke partijen.
De bedoeling is meer aandacht en kansen te vragen voor de Vlaamse muziek, onder andere op de radiozenders. Men wil aantonen dat Vlaamse muziek meer is dan het levenslied en de bekende schlagers. Naast de klassieke strijdliederen en volksliederen zoals de Vlaamse Leeuw, komen ook volksliedjes en kleinkunstliederen aan bod. Een traditioneel onderdeel is ook de toespraak van de ANZ-voorzitter, waarin de actuele Vlaams-nationalistische verzuchtingen worden geformuleerd.